# 乔·曼钦
約瑟夫·「喬」·曼欽三世（英語：Joseph "Joe" Manchin III；1947年8月24日—），是一位美國無黨籍政治人物，2010年至2025年擔任西弗吉尼亚州聯邦參議院議員，2024年之前為民主黨人。他曾在2001年至2005年擔任西弗吉尼亚州州務卿以及2005年至2010年擔任西弗吉尼亚州州長。
儘管他曾身為民主黨人，但主張較為保守的中間立場，在第117屆至第118屆國會期間因參議院的黨派席次幾乎持平而時常成為關鍵搖擺票，曾抵制拜登政府的重建美好法案。在總統拜登退出2024年美國總統選舉後，曼欽表態拒絶角逐其接班人賀錦麗的副總統候選人。

## 延伸閱讀
- Background and collected news at The Washington Post
- 美國國會國家人物傳記大辭典中的傳記
- 由華盛頓郵報維護的投票記錄
- 智慧投票计划中的傳記、投票紀錄及利益集團評級
- Congressional profile at GovTrack
- Congressional profile at OpenCongress
- Issue positions and quotes at On the Issues
- Financial information at OpenSecrets.org
- Staff salaries, trips and personal finance at LegiStorm.com
- 聯邦選舉委員會中的競選財務報告和數據
- Campaign contributions at the National Institute for Money in State Politics
- Appearances on C-SPAN programs
- 網路電影資料庫上的亮相頁面
- Collected news and commentary at The New York Times
- Profile at Ballotpedia

## 外部連結

### 州長
- 民主黨州長協會（英语：Democratic Governors Association）內的檔案 （页面存档备份，存于）

### 參議員
- 喬·曼欽 （页面存档备份，存于）參議院官方網站
- 喬·曼欽參議員競選網站
- 中的“乔·曼钦”

| 官衔                     | 官衔                                                                             | 官衔                       |
| ------------------------ | -------------------------------------------------------------------------------- | -------------------------- |
| 前任者： 肯·赫克勒       | 西弗吉尼亚州州務卿 2001年－2005年                                                | 繼任者： 貝蒂·愛爾蘭       |
| 前任者： 鮑勃·懷斯       | 西弗吉尼亚州州長 2005年－2010年                                                  | 繼任者： 厄尔·雷·汤布林    |
| 前任者： 吉姆·道格拉斯   | 美國州長協會主席 2010年                                                          | 繼任者： 克莉丝汀·格雷瓜尔 |
| 政党职务                 |                                                                                  |                            |
| 前任者： 鮑勃·懷斯       | 西弗吉尼亚州州長民主黨被提名人 2004年、2008年                                    | 繼任者： 厄尔·雷·汤布林    |
| 前任者： 羅伯特·伯德     | 美國參議員西弗吉尼亚州民主黨被提名人 （第1類） 2010年、2012年、2018年            | 繼任者： 格伦·艾略特       |
| 前任者： 黛比·史戴比拿   | 參議院民主黨政策委員會副主席 2017年－2025年 與柯瑞·布克同時在任                  | 职位废止                   |
| 美国参议院               |                                                                                  |                            |
| 前任者： 卡特·古德溫     | 西弗吉尼亚州第1類參議員 2010年－2025年 與傑伊·洛克斐勒、雪萊·摩爾·卡皮托同時在任 | 繼任者： 吉姆·贾斯蒂斯     |
| 前任者： 瑪麗亞·坎特威爾 | 参议院能源和自然资源委员会高阶委员 2019–2021                                     | 繼任者： 約翰·巴拉索       |
| 前任者： 麗莎·穆爾科斯基 | 参议院能源和自然资源委员会主席 2021—2025                                         | 繼任者： 麥克·李           |